# Opius similarius
Opius similarius är en stekelart som beskrevs av Fischer 1964. Opius similarius ingår i släktet Opius och familjen bracksteklar. Inga underarter finns listade i Catalogue of Life.